# Rafael Gasset Chinchilla
Rafael Gasset Chinchilla (Madrid, 23 de setembre de 1866 - 11 d'abril de 1927) fou un advocat, periodista i polític espanyol, va ser ministre d'Agricultura, Indústria, Comerç i Obres Públiques durant la regència de Maria Cristina d'Àustria cartera que, al costat de la d'i ministre de Foment, repetiria durant el regnat d'Alfons XIII.

## Biografia
Fill del periodista i polític gallec Eduardo Gasset y Artime i de Rafaela Chinchilla y Díaz de Oñate. Fou director del periòdic El Imparcial després de la mort del seu pare, fundador del diari, el 20 de maig de 1884. Inicià la carrera política com a independent en les eleccions generals espanyoles de 1891 a les quals obté un escó com a diputat per la circumscripció de Santiago de Cuba.

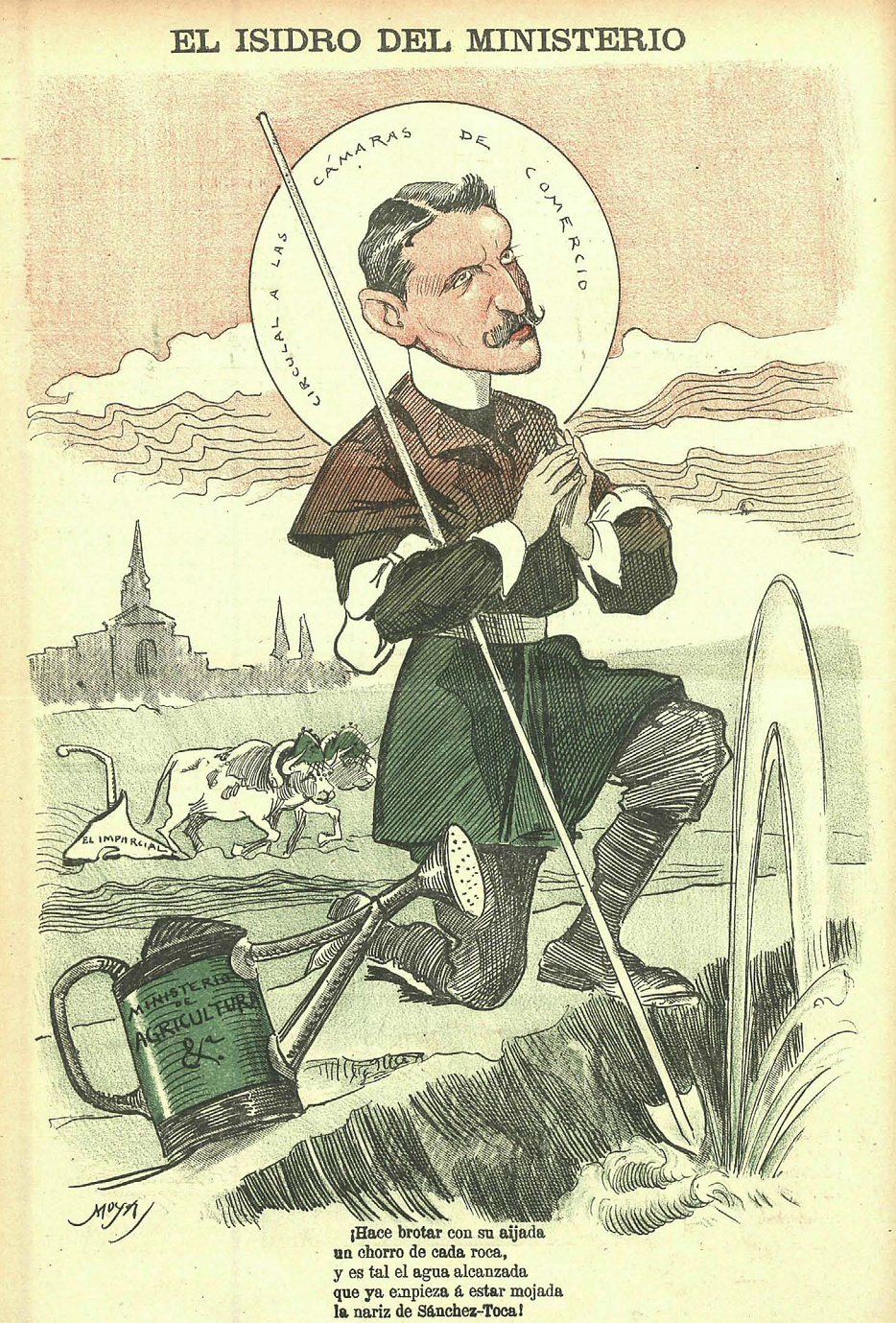
El Isidro del ministerio, a Gedeón, 1900.

Va ser ministre d'Agricultura, Indústria, Comerç i Obres Públiques a dues ocasions: entre el 18 d'abril i el 23 d'octubre de 1900, i entre el 20 de juliol i el 15 de desembre de 1903. Va ser el primer ministre d'Agricultura de la història espanyola.
Cap a 1898 va ser un dels artífexs de l'acostament polític entre Francisco Silvela i el general Camilo García de Polavieja. Des d'El Imparcial recolzaria a partir de 1899 una campanya per una millora de l'agricultura a través dels regadius, assumint idees del polític regeneracionista aragonès Joaquín Costa i la seva «política hidràulica», que intentaria dur a la pràctica durant el seu primer mandat com a ministre d'Agricultura al govern del conservador Silvela. En 1903, durant el seu segon pas pel ministeri, impulsaria un programa que feia èmfasi en les obres hidràuliques i la construcció de camins veïnals al govern de Fernández Villaverde. No obstant això les seves propostes van quedar bloquejades a la fi de 1903, amb el canvi de president de Fernández Villaverde per Maura, que va donar prioritat a reformes relacionades amb l'Armada, l'Administració i la Llei electoral. El seu programa va comptar també amb l'oposició del seu successor al capdavant del Ministeri d'Agricultura, Manuel Allendesalazar. Al començament de 1905 es va apropar als liberals, a través de la figura de Segismundo Moret, finalment es passaria al Partit Liberal, en entrar com a ministre de Foment al govern de Moret l'1 de desembre de 1905.

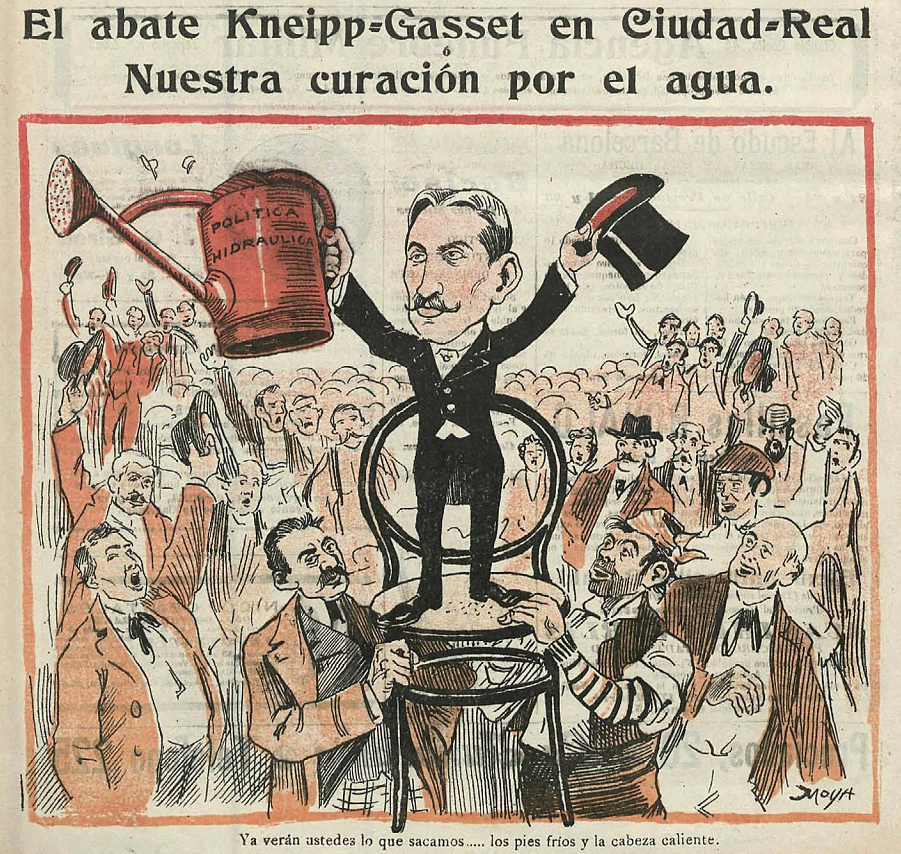
Caricatura de Rafael Gasset, publicada en la revista satírica Gedeón, en febrer de 1903.

Entre 1891 i 1923 va tenir acta de diputat per les circumscripcions de Santiago de Cuba, A Estrada, Noia, Ciudad Real i Alcázar de San Juan. En la seva etapa com a liberal seria nomenat ministre de Foment en fins a set ocasions: entre l'1 de desembre de 1905 i el 6 de juliol de 1906, entre el 30 de novembre i el 4 de desembre de 1906, entre el 21 d'octubre de 1909 i el 9 de febrer de 1910, entre el 2 de gener de 1911 i el 12 de març de 1912, entre el 24 de maig i el 27 d'octubre de 1913, entre el 30 d'abril de 1916 i el 19 d'abril de 1917, i entre el 7 de desembre de 1922 i el 3 de setembre de 1923. Va donar nom a la primera llei d'espanyola de parcs nacionals, aprovada el 17 de desembre de 1916 i coneguda com a «Llei Gasset» per ser Gasset el llavors ministre de Foment, encara que el seu principal impulsor va ser el senador Pedro Pidal.
Es va casar dos cops, en primeres noces amb María Concepción Alzugaray y Lapeyrai més tard amb Rita Díez de Ulzurrun. Va morir l'11 d'abril de 1927. Fou enterrat a Galapagar, on també reposaven les despulles de la seva segona esposa. La ciutat de Burgos li havia dedicat un pont, el «puente Gasset», construït el 1926 sota el seu impuls i demolit el 2010. A Ciudad Real hi ha el parc de Gasset, endegat el 1915, per ser qui va portar l'aigua a la ciutat a través del proper pantà de Gasset, al qual també dona nom.